# Бовбеллс (Північна Дакота)
Бовбеллс (англ. Bowbells) — місто (англ. city) в США, адміністративний центр округу Берк штату Північна Дакота. Населення — 301 особа (2020). Станом на 2013 рік, чисельність населення становила 387 осіб.

## Історія
Місто було засноване 1898 року у зв'язку з будівництвом залізниці, і було назване залізничниками на честь дзвонів відомої лондонської церкви Сент-Мері-ле-Бов.

## Географія
Бовбеллс розташований за 20 км від кордону Канади та США і за 84 км від міста Майнот. Клімат вологий континентальний, зі спекотним літом та холодною зимою.
Бовбеллс розташований за координатами 48°48′12″ пн. ш. 102°14′50″ зх. д. / 48.80333° пн. ш. 102.24722° зх. д. (48.803466, -102.247163).  За даними Бюро перепису населення США в 2010 році місто мало площу 2,08 км², з яких 2,06 км² — суходіл та 0,02 км² — водойми.

## Демографія
Згідно з переписом 2010 року, у місті мешкало 336 осіб у 161 домогосподарстві у складі 93 родин. Густота населення становила 161 особа/км².  Було 223 помешкання (107/км²).
Расовий склад населення:
| - 96,4 % — білих - 2,7 % — азіатів - 0,6 % — корінних американців |

До двох чи більше рас належало 0,3 %. Частка іспаномовних становила 0,6 % від усіх жителів.
За віковим діапазоном населення розподілялося таким чином: 21,4 % — особи молодші 18 років, 59,6 % — особи у віці 18—64 років, 19,0 % — особи у віці 65 років та старші. Медіана віку мешканця становила 47,7 року. На 100 осіб жіночої статі у місті припадало 110,0 чоловіків;  на 100 жінок у віці від 18 років та старших — 111,2 чоловіків також старших 18 років.
Середній дохід на одне домашнє господарство  становив 76 834 долари США (медіана — 61 250), а середній дохід на одну сім'ю — 116 658 доларів (медіана — 80 750). За межею бідності перебувало 22,4 % осіб, у тому числі 34,2 % дітей у віці до 18 років та 12,1 % осіб у віці 65 років та старших.
Цивільне працевлаштоване населення становило 230 осіб. Основні галузі зайнятості: сільське господарство, лісництво, риболовля — 25,2 %, освіта, охорона здоров'я та соціальна допомога — 14,8 %, роздрібна торгівля — 13,0 %, мистецтво, розваги та відпочинок — 11,7 %.